# 多孔直線脂鯉
多孔直線脂鯉，為輻鰭魚綱脂鯉目脂鯉亞目脂鯉科的其中一個種，為熱帶淡水魚，分布於南美洲Paraguaçu河流域，體長可達6.6公分，棲息在沙石底質且植被生長的水域，生活習性不明。

## 扩展阅读
- 維基物種上的相關：多孔直線脂鯉